# Wabot-1
Wabot-1 est le nom du tout premier robot à marche bipède.
Il fut créé à l'université Waseda (Japon) en 1973, il est issu du laboratoire du professeur Takanishi.
Le nom Wabot vient de la contraction de Waseda et Robot. Wabot-1 peut marcher, avec difficulté, voir, communiquer en japonais et saisir des objets. Il était aussi doté d’une capacité à mesurer une distance et à situer des objets à l’aide de capteurs externes. Avec ses capteurs tactiles, il pouvait se saisir d’un objet et se déplacer en actionnant ses membres inférieurs.

## Histoire
Le projet Wabot commença en 1970 sous la directive du professeur Ichiro Kato. Il fut suivi par la création d'un second robot nommé Wabot-2, en 1984.